# Садра
Садра́ — река в Турочакском районе Республики Алтай России. Левый приток Лебеди, бассейн Бии. Длина реки — 55 км, площадь водосборного бассейна — 415 км².
Вытекает из Садринского озера на высоте 768 м над уровнем моря. Устье находится в 114 км по левому берегу реки Лебеди на высоте 392 над уровнем моря.

## Притоки
- 11 км: Каба;
- 22 км: Яман-Садра;
- 30 км: Кок;
- 38 км: Тюстей[4].

## Данные водного реестра
По данным государственного водного реестра России относится к Верхнеобскому бассейновому округу, водохозяйственный участок реки — Бия, речной подбассейн реки — Бия и Катунь. Речной бассейн реки — (Верхняя) Обь до впадения Иртыша.